# Brunnenhaus Fränkenau

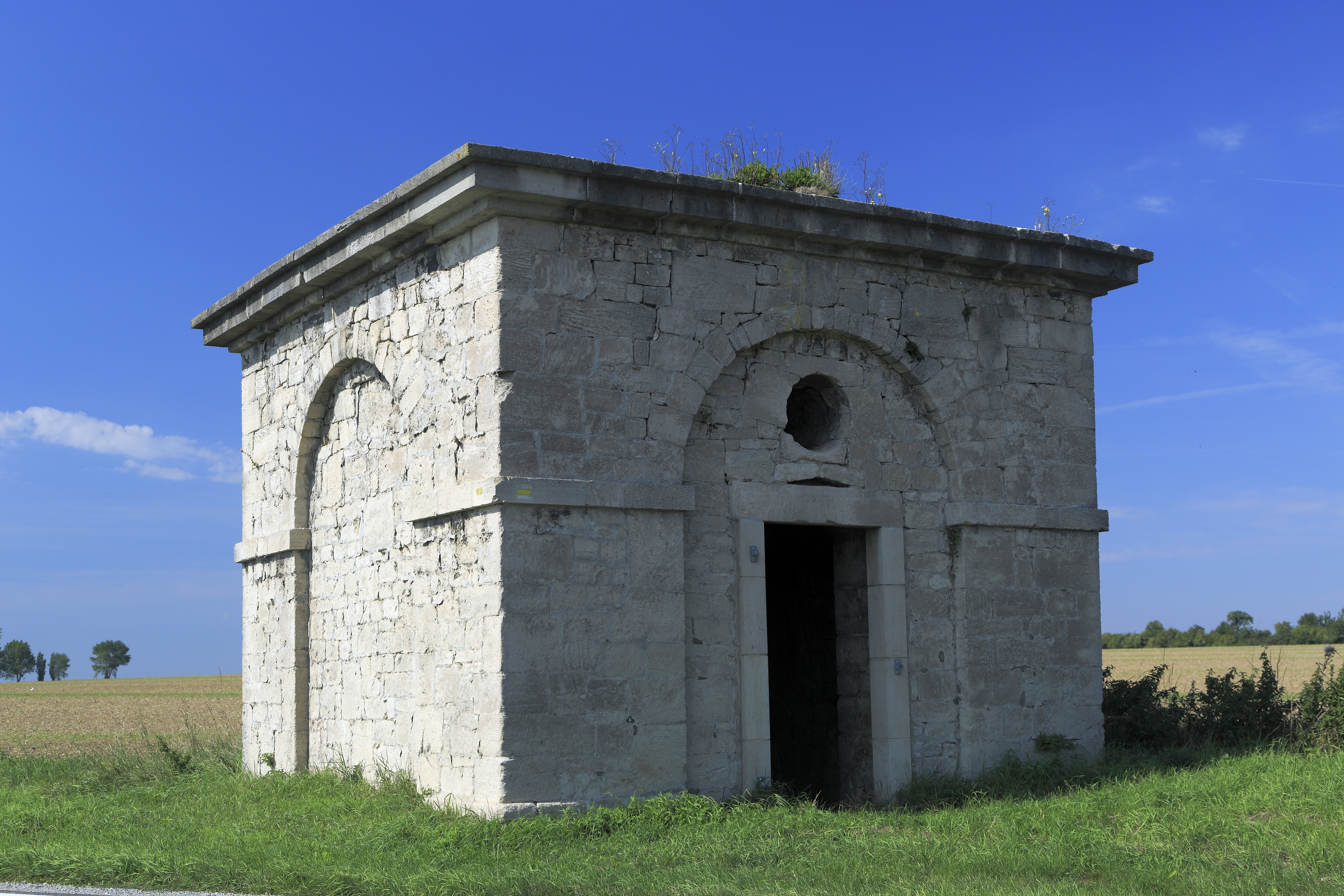
Brunnenhaus Fränkenau

Das Brunnenhaus in Fränkenau ist unweit von Naumburg (Saale) bzw. der B 87 gelegen.
Der Brunnen ist längst außer Betrieb und die Inneneinrichtungen innerhalb des Baukörpers entfernt. Das aus einheimischen Kalkstein errichtete Gebäude ist insofern ungewöhnlich, da es keinen Dachstuhl besitzt, sondern eine Kuppelkonstruktion mit einer runden Öffnung oben. Diese Bauweise ist für die Region untypisch und erinnert an antike römische Vorbilder. Die Kuppelkonstruktion ist von außen nicht sichtbar. Auch über dem Eingang wurde eine kreisrunde Öffnung angebracht.
Er entstand 1746 auf dem Vorwerk Fränkenau. Das Vorwerk Fränkenau wiederum gehörte zum Amt Pforta.
Das Brunnenhaus steht auf der Liste der Kulturdenkmale in Naumburg (Saale)/Ortsteile#Fränkenau unter der Bezeichnung Wasserturm als Baudenkmal.